# Alternance démocratique pour l'équité au Niger
L'Alternance démocratique pour l'équité au Niger (Abrégé ADEN-Karkaraa) est un parti politique du Niger.

## Histoire
Le parti est enregistré le 2 décembre 2018. Il est fondé par Ousmane Adamou et Sani Attiya, après que ce dernier fut exclu de son ancien parti, le Mouvement patriotique nigérien (MPN) à la suite des élections législatives de 2016.

## Résultats

### Élections présidentielles
| Année | Candidat       | 1er tour | 1er tour | 2d tour | 2d tour | Résultat |
| Année | Candidat       | Voix     | %        | Voix    | %       | Résultat |
| ----- | -------------- | -------- | -------- | ------- | ------- | -------- |
| 2020  | Ousmane Amadou | 63 396   | 1,32     | -       | -       | Élu Non  |

### Élections législatives
| Année | Voix   | %    | Rang | Élus    |
| ----- | ------ | ---- | ---- | ------- |
| 2020  | 48 012 | 1,02 | 18e  | 1 / 166 |